# Giuseppina Catanea
Giuseppina Catanea auch Maria Josefina vom Gekreuzigten Jesus OCD (* 18. Februar 1894 in Neapel; † 14. März 1948 ebenda) war eine italienische römisch-katholische Unbeschuhte Karmelitin und Mystikerin. Sie wird in der römisch-katholischen Kirche seit 2008 als Selige verehrt.

## Leben
Catanea wuchs in einer neapolitanischen Adelsfamilie auf. Von ihrem Vater, dem Marquis Grimaldi, erhielt sie den Rufnamen „Pinella“. Während ihrer Jugend entwickelte sie eine besondere Aufmerksamkeit für die Armen und Bedürftigen Neapels, welche sie mit Geldspenden unterstützte und dadurch auch das Auskommen zweier betagter Witwen verbesserte. Cataneas karitative Sensibilität verdankte sie wesentlich der religiösen Erziehung durch ihre Mutter und Großmutter.
Nachdem sie ein Studium absolviert hatte, trat Catanea am 10. März 1918 in Neapel der Ordensgemeinschaft St. Maria ai Ponti Rossi bei, die zu dieser Zeit zwar ein Leben nach der Regel der Unbeschuhten Karmeliter führten, jedoch dem Orden noch nicht formal eingegliedert war. Während der ersten Klosterjahre entwickelte Catanea eine intensive spirituelle Verbindung zum Priesterstand, den sie im fürbittenden Gebet unterstützen wollte. Ihre Heilung von Tuberkulose am 26. Juni 1923 schrieb sie der Fürbitte von Franz Xaver zu, mit dessen Reliquien die Kranke berührt worden war. Die spontane Heilung erregte in Neapel und im Umland große Aufmerksamkeit, woraufhin zahlreiche Gläubige das Kloster aufsuchten, um Rat und Gebet zu erbitten.
1932 genehmigte der Orden der Unbeschuhten Karmeliten das Gesuch des neapolitanischen Klosters um Eingliederung in den Ordensverband unter dem Namen „Karmel der hl. Teresa und des hl. Joseph bei Ponti Rossi“. Papst Pius XI. bestätigte die Errichtung einer päpstlichen Klausur. Erst danach konnte Catanea den Habit der Karmeliten empfangen und am 6. August 1932 mit dem Ordensnamen Maria Josefina vom Gekreuzigten Jesus die ewige Profess ablegen.
Cataneas weiteres Leben ist sowohl durch eine Autobiografie (1894–1932) als auch durch ihre Tagebücher (1925–1945) dokumentierte. Beide Werke verfasste sie auf Bitten ihres geistlichen Begleiters. Wiederholt berichten diese Texte von mystischen Erlebnissen und der Hingabebereitschaft Cataneas für die Priester.
1934 folgte durch den Erzbischof von Neapel Alessio Ascalesi die Ernennung zur Subpriorin, 1945 zur Vikarin und am 29. September 1945 schließlich die Wahl zur ersten Priorin des Klosters. Bereits 1943 verschlechterte sich der Gesundheitszustand Cataneas zusehends. 1944 war sie mit 50 Jahren beinahe völlig erblindet und durch Multiple Sklerose auf einen Rollstuhl angewiesen. In ihren Schriften interpretierte sie diese Krankheit als ein Gleichförmigwerden mit Jesus, dem Gekreuzigten. Nach ihrem Tod am 14. März 1948 blieb ihr Leichnam 13 Tage aufgebahrt, um der Bevölkerung, aber auch den angereisten Pilgern Möglichkeit zur Verabschiedung zu geben. Ihr Grab befindet sich in der Krypta des Karmelitinnenklosters in Neapel.

## Seligsprechungsprozess
Der Seligsprechungsprozess für Catanea begann bereits im Jahr 1948. Die diözesanen Untersuchungen eines angeblich auf ihre Fürsprache zurückzuführenden Wunders wurden 2004 initiiert und 2005 abgeschlossen. Papst Benedikt XVI. bestätigte das Wunder am 17. Dezember 2007. Die Seligsprechung fand am 1. Juni 2008 durch José Saraiva Martins in Neapel statt. Aktueller Postulator ist der Karmelit Luigi Borriello. Unterstützt wurde der Prozess durch den Konvent der Karmelitinnen in Neapel. Ihr liturgischer Gedenktag ist am 26. Juni.